# Zygophyllales
Zygophyllales Link, 1829 è un ordine di angiosperme eudicotiledoni del clade Eurosidi I. Sono tipiche di luoghi aridi e suoli salini, e raramente formano associazioni micorriziche.

## Tassonomia
L'ordine comprende due famiglie:
- Krameriaceae Dumort., 1829
- Zygophyllaceae R.Br., 1814

Nel sistema Cronquist, la famiglia Krameriaceae era classificata nell'ordine Polygalales, la famiglia Zygophyllaceae in Sapindales.